# Elmdale (Kansas)
Pour les articles homonymes, voir Elmdale.
Elmdale est une municipalité américaine située dans le comté de Chase au Kansas.
Lors du recensement de 2010, sa population est de 55 habitants.

## Géographie
Elmdale se trouve dans le centre-est du Kansas, à proximité de la Cottonwood River (en).
La municipalité s'étend sur 0,17 mille carré (0,44 km2).

## Histoire
Fondée en 1859, Elmdale doit son nom aux ormes (en anglais : elms) qui y poussent. En effet, des ormes ont dû être arrachés pour permettre le passage du Santa Fe Railway.
Son bureau de poste ouvre en 1872, déplacé depuis le village de Middle Creek. Elmdale se développe grâce au chemin de fer et devient une municipalité en 1904. Gravement touchée par les grandes inondations de 1951, la ville ne se remet jamais de cet épisode et se transforme peu à peu en ville fantôme.

## Démographie
Selon l'American Community Survey de 2018, Elmdale est une ville très majoritairement blanche, comptant une minorité afro-américaine (12 %) et une minorité hispanophone, 9 % de sa population parlant espagnol à la maison. Son taux de pauvreté est de 7,5 %, inférieur à celui du Kansas (12 %) et des États-Unis (11,8 %).
Son âge médian de 56,5 ans est supérieur à la moyenne nationale de près de 20 ans. En raison de sa population âgée, Elmdale compte de nombreuses personnes souffrant de divers degrés de handicap (plus de 80 % contre 12,5 % à l'échelle du pays).